# سلاف جنوبيون
السلاف الجنوبيون هم مجموعة فرعية من السلاف الذين يتكلمون اللغات السلافية الجنوبية. يسكن السلاف الجنوبيون منطقة البلقان والحوض البانوني وشرقي جبال الألب، وهم معزولين جغرافياً عن السلاف الشماليين الشرقيين والشماليين الغربيين.
يشمل السلاف الجنوبيون شعوب البوشناق والبلغار والكروات والمقدونيون والصرب (بمن فيهم صرب كوسوفو) والسلوفينيون والمونتينيغريون. كانت دولة يوغوسلافيا السابقة ذات التأثير الصربي تشمل أغلب أراضي السلاف الجنوبيين باستثناء بلغاريا ذات التأثير الروسي.

## اقرأ أيضاً
- سلاف
- سلاف شماليون شرقيون
- سلاف شماليون غربيون